# Hyposoter berberatae
Hyposoter berberatae là một loài tò vò trong họ Ichneumonidae.